# Hippospongia cylindrica
Hippospongia cylindrica är en svampdjursart som beskrevs av Lendenfeld 1889. Hippospongia cylindrica ingår i släktet Hippospongia och familjen Spongiidae. Inga underarter finns listade i Catalogue of Life.